# José de Nebra
José de Nebra Blasco (Calataiud, 6 de gener de 1702 – Madrid, 11 de juliol de 1768) fou un organista i compositor espanyol, un dels representants més destacats de la sarsuela barroca. Era oncle del també organista i compositor Manuel Blasco de Nebra.
Fou organista de la capella de música del Palau Reial de Madrid i organista principal del Convent de les Descalces Reials i de San Jerónimo el Real. El 1739 fou nomenat vicemestre de capella del Palau Reial. Després de l'incendi de l'Alcázar el 1734, en el qual desaparegué tota la col·lecció de música sacra de la capella reial, fou encarregat, juntament amb Antoni Literes, de la seva reorganització. Des de 1761 fou professor de clavicèmbal de l'infant Gabriel. Va compondre nombroses òperes, sarsueles, comèdies i autes sacramentals i també es conserva un Stabat Mater i una missa de rèquiem per a la mort de la reina Maria Bàrbara de Bragança. Entre els seus deixebles destaca el compositor i clavecinista català Antoni Soler.

## Òperes
- Amor aumenta el valor (3r acte), 1728
- Venus y Adonis, 1729
- Más gloria es triunfar de sí. Adriano en Siria, 1737
- No todo indicio es verdad y Alexandro en Asia, 1744
- Antes que zelos y amor, la piedad llama al valor y Achiles en Troya, 1747

## Sarsueles
- Las proezas de Esplandián y el valor deshace encantos, 1729
- Amor, ventura y valor logran el triunfo mayor, 1739
- Viento es la dicha de amor, 1743
- Donde hay violencia no hay culpa, 1744
- Vendado amor es, no es ciego, 1744
- Cautelas contra cautelas y el rapto de Ganimedes, 1745
- La colonia de Diana, 1745
- Para obsequio a la deydad, nunca es culto la crueldad. Iphigenia en Tracia, 1747
- No hay perjurio sin castigo, 1747